# Довгеньке (Вільхуватська сільська громада)
Довге́ньке — село в Україні, у Вільхуватській сільській громаді Куп'янського району Харківської області. Населення становить 103 осіб. До 2020 орган місцевого самоврядування — Вільхуватська сільська рада.

## Географія
Село Довгеньке примикає до села Зарубинка, на відстані 1 км знаходиться село Вільхуватка. Біля села кілька невеликих лісових масивів: урочище Вільхуватське, Кругле, Довгеньке, Комарі (дуб). По селу протікає кілька пересихаючих струмків з загатами.

## Історія
12 червня 2020 року, відповідно до розпорядження Кабінету Міністрів України  № 725-р «Про визначення адміністративних центрів та затвердження територій територіальних громад Харківської області», увійшло до складу Вільхуватської сільської громади.
19 липня 2020 року, в результаті адміністративно - територіальної реформи та ліквідації Великобурлуцького району, село увійшло до складу Куп'янського району Харківської області.